# Idolen
Idolen (originaltitel: This Sporting Life) är en brittisk dramafilm från 1963 i regi av Lindsay Anderson. Filmens manus skrevs av David Storey, baserat på hans roman med samma titel från 1960.

## Medverkande
| Richard Harris   | – Frank Machin            |
| Rachel Roberts   | – Margaret Hammond        |
| Alan Badel       | – Gerald Weaver           |
| William Hartnell | – 'Dad' Johnson           |
| Colin Blakely    | – Maurice Braithwaite     |
| Vanda Godsell    | – Mrs. Anne Weaver        |
| Anne Cunningham  | – Judith                  |
| Jack Watson      | – Len Miller              |
| Arthur Lowe      | – Charles Slomer          |
| Harry Markham    | – Wade                    |
| George Sewell    | – Jeff                    |
| Leonard Rossiter | – Phillips, Sports writer |
| Peter Duguid     | – Doctor                  |
| Wallas Eaton     | – Waiter                  |
| Anthony Woodruff | – Tom, Head waiter        |
| Tom Clegg        | – Gower                   |
| Ken Traill       | – the Trainer             |
| Frank Windsor    | – the Dentist             |
| Ian Thompson     | – the Batley Town captain |